# Petro Kocyłowski
Petro Kocyłowski, ukr. Петро Коциловський (ur. około 1845 w Pakoszówce, zm. około 1920 w Glinnem) – ziemianin, działacz polityczny. Ojciec biskupa Jozafata Kocyłowskiego.

## Życiorys

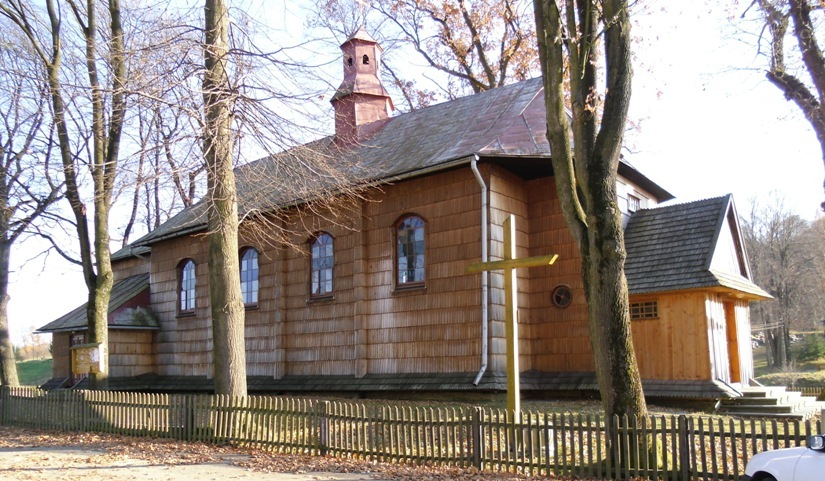
Cerkiew greckokatolicka św. Jerzego w Lalinie (obecnie kościół rzymskokatolicki)

Petro Kocyłowski był synem Andrzeja Kocyłowskiego i Katarzyny z domu Kosar. Urodził się w Pakoszówce, miejscowości położonej 12 kilometrów od Sanoka. Była to wieś, jak wiele innych w owym czasie, zamieszkana w połowie przez ludność polską, a w połowie przez ukraińską. Budowę kościoła rzymskokatolickiego rozpoczęto tam dopiero przed II wojną światową, przed tym okresem wieś nie posiadała własnej świątyni, ludność polska wyznania rzymskokatolickiego uczęszczała do kościoła pod wezwaniem św. Katarzyny w Strachocinie – wsi oddalonej o około 5 kilometrów. Ludność ukraińska była wyłącznie wyznania greckokatolickiego i uczęszczała do cerkwi pod wezwaniem świętego Jerzego w Lalinie, która znajdowała się w dekanacie sanockim.
Był administratorem dóbr Tyszkowskich, następnie nabył od nich majątek w Pakoszówce, który później przekazany został Akademii Umiejętności w Krakowie.
Jako pisarz gminny został wybrany posłem do Sejmu Krajowego Galicji III kadencji (1870-1876) z IV kurii w okręgu nr 24 Sanok-Rymanów-Bukowsko. W latach 70. był członkiem Rady c. k. powiatu sanockiego, wybrany z grupy gmin wiejskich, pełnił funkcję członka wydziału.
Rodzina Kocyłowskich miała dwóch synów i dwie córki. Josyf - przyszły biskup diecezji przemyskiej (1876-1947). Brat Josyfa – January (1879–1931) – również wybrał stan duchowny, w 1917 roku wyjechał jako misjonarz do Brazylii. Siostra Anna - żona Petra Podlaszeckiego, księdza greckokatolickiego w Drohobyczu. I siostra Maria (ur. 1873) - żona Kazimierza Hermaka (1862, Przemyśl – 1934, Hoszany), księdza greckokatolickiego we wsi Hoszany.
Po rodzinie Kocyłowskich w Pakoszówce pozostała pamiątka – kapliczka, wybudowana przez Petra Kocyłowskiego.
Na końcu XIX wieku jego rodzina osiedliła się we wsi Glinne. W 1912 roku został wybrany na przewodniczącego czytelni Proswity we wsi Glinne.